# Erwin Junker
Erwin Junker (15. dubna 1930 Nordrach, Schwarzwald – 13. července 2024) byl německý továrník. Byl majitelem a zakladatelem skupiny Junker.

## Život a vzdělání
Erwin Junker se narodil v roce 1930 jako jedno z pěti dětí provozovatelů pily Zäzilie a Ludwiga Junkerových ve schwarzwaldské obci Nordrach (u Offenburgu). Po absolvování obecné školy v místní části Kolonie pracoval tři roky v rodičovské firmě. Avšak místo toho, aby v souladu s tradicí převzal firmu svých rodičů, rozhodl se pro kariéru v oblasti strojírenství. V roce 1947 vstoupil do učení u firmy Haas a poté přešel do firmy Prototyp v Zell am Harmersbach, kde se vyučil mechanikem a stal se mistrem. V oddělení stavby strojů působil Erwin Junker deset let jako mistr při výuce učňů. Zde také vynalezl stroj, který plně automaticky brousí kužely závitníků. Byl jmenován vedoucím a brzy řídil rovněž jím samotným založené oddělení brousicích strojů. U firmy Prototyp pracoval až do roku 1962. Po neshodách s vedením firmy dal výpověď a založil svou vlastní firmu.

## Továrník

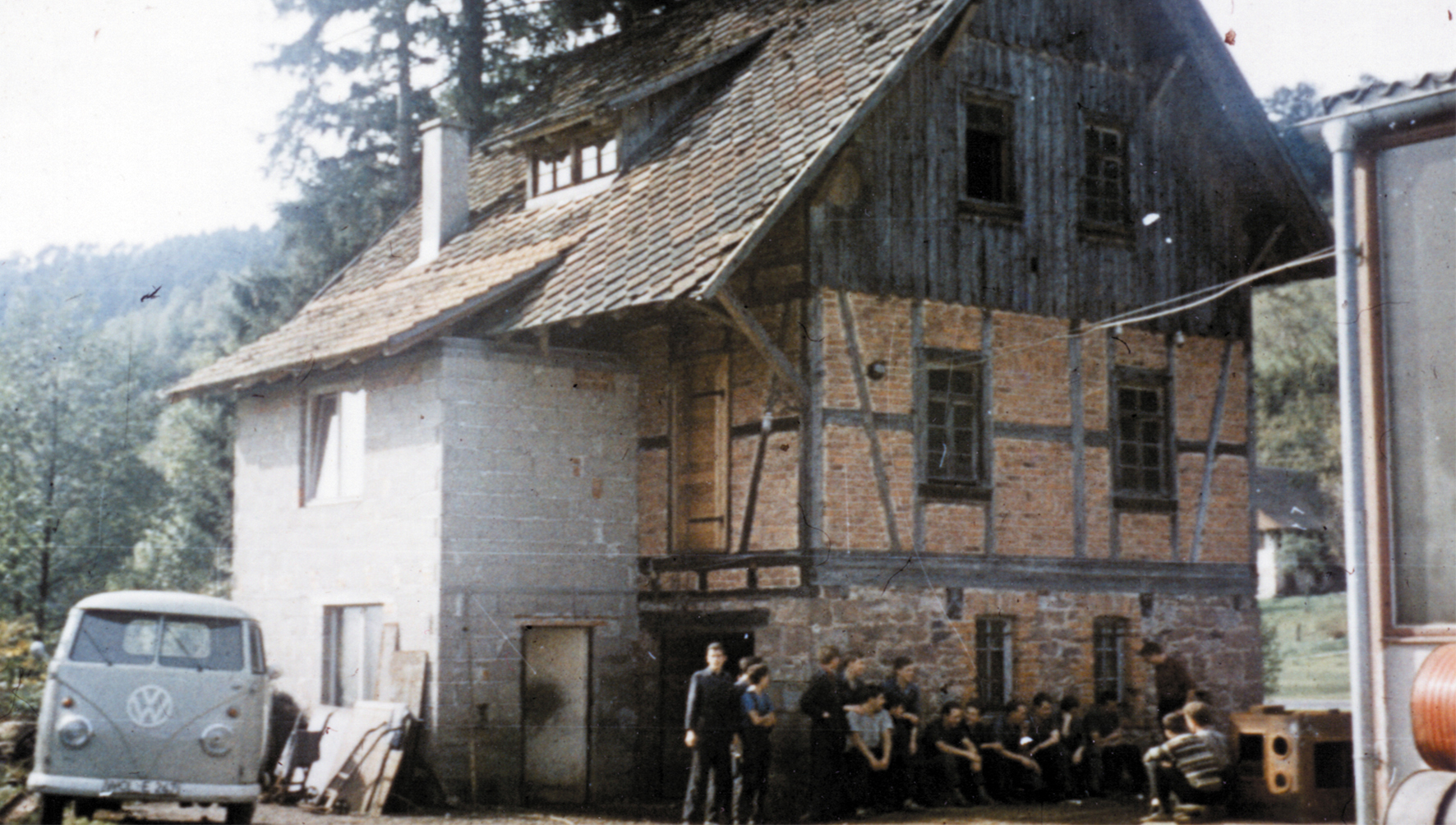
Mlýn v Nordrachu

Poté, co Erwin Junker ve svých 28 letech obdržel výuční list mistra, založil v roce 1962 s pomocí svého otce, který ručil částkou 15 000 marek, a s využitím svého vlastního našetřeného kapitálu ve výši 8 000 marek firmu „Erwin Junker Maschinen- und Apparatebau“ v Nordrachu.V areálu bývalého mlýna vkládal do firmy veškerou svou energii, pracoval svého času až dvacet hodin denně a trávil až 250 dnů v roce na obchodních cestách. Při svých cestách získal Erwin Junker řadu kontaktů, které mu pomohly expandovat do zahraničí. Mimo jiné navázal se svou firmou jako jeden z prvních obchodní vztahy s Čínou a se Sovětským svazem. V následujících letech se areál firmy stále rozrůstal a firma expandovala rovněž v mezinárodním měřítku. V roce 1992 se Erwin Junker rozhodl převzít tři české výrobce brusek. V roce 1995 byla do skupiny Junker začleněna firma LTA Lufttechnik GmbH, výrobce filtračních systémů. Od roku 2015 patří k firemní skupině rovněž brazilský výrobce brousicích strojů ZEMA Zselics Ltda. V srpnu 2016 založil nadaci „Fabrikant Erwin Junker Stiftung“. Tím byly vytvořeny předpoklady pro to, aby se skupina JUNKER neocitla v cizích rukou a nedošlo k jejímu roztříštění a aby naopak její současná struktura zůstala zachována a skupina mohla dál úspěšně působit na světovém trhu. V roce 2018 měla skupina JUNKER přes 1 500 zaměstnanců ve 14 firemních závodech.

## Inovace

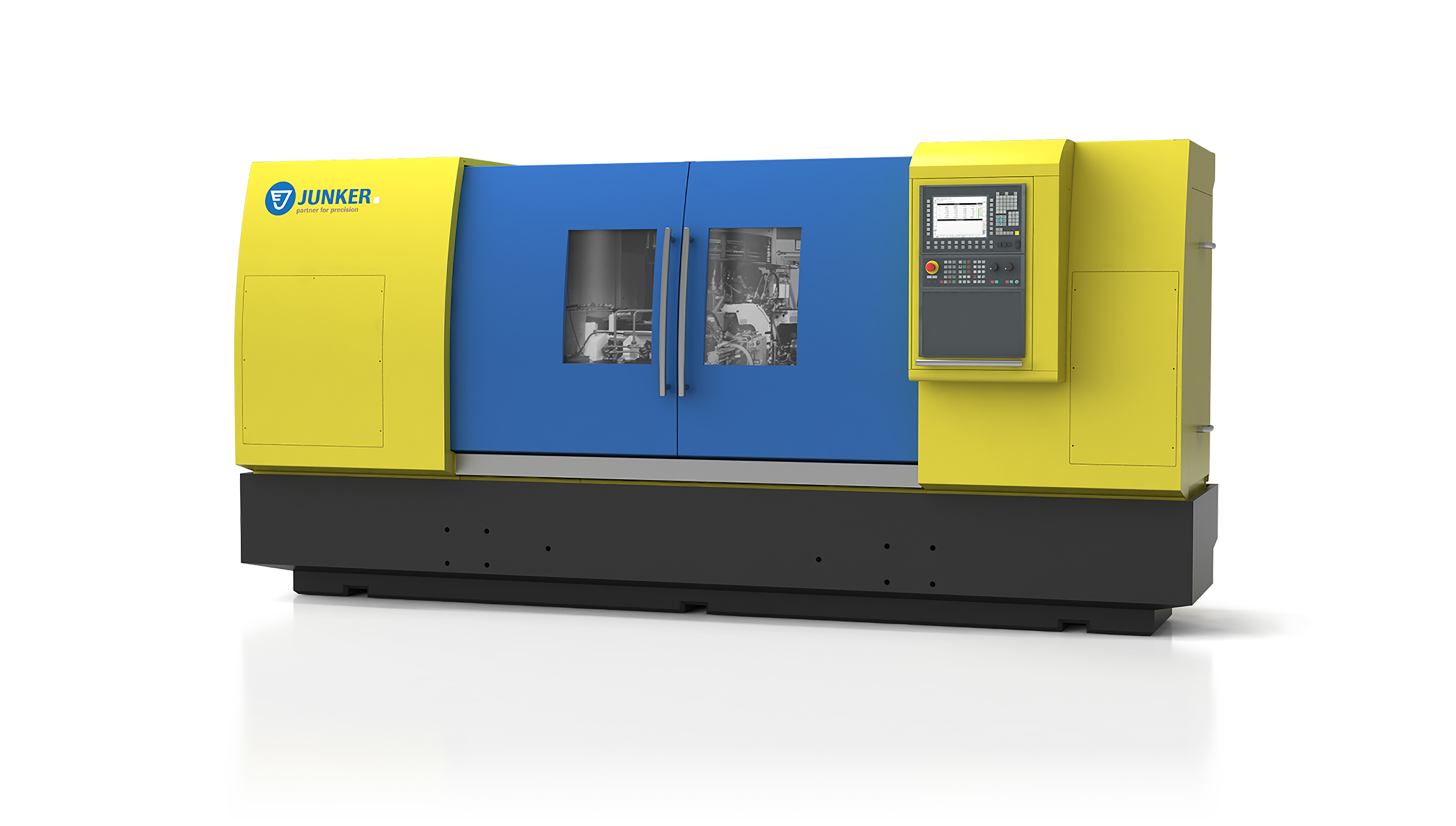
Stroj s technologií „Quickpoint“

Erwin Junker byl již jako dítě mimořádně vynalézavý. Když tenkrát nebyly v obci Nordrach k dostání náhradní díly na jeho gramofon, vyrobil si je zkrátka sám. Do roku 2018 přihlásila skupina Junker přes 80 patentů, mezi nimi i technologie, které jsou v oboru průmyslového broušení zásadní. Mimo jiné tak získal Erwin Junker i práva na unikátní technologii „Quickpoint“ vynalezenou v roce 1984, jejímž principem je vzájemná poloha osy obrobku a brousicího nástroje. Díky broušení pomocí kontaktního bodu je možné vytvořit libovolné tvary obrobku při jediném upnutí. Počítačem řízený pohyb brousicího kotouče přesně sleduje naprogramovanou dráhu a obrábí téměř každý materiál od plastů až po slinuté karbidy.

## Politická, sociální a kulturní angažovanost
Erwin Junker je velmi silně vázán na svou rodnou obec. Ve 24 letech převzal vedení místního motocyklistického svazu Horex, ve 29 letech se stal velitelem dobrovolných hasičů. Erwin Junker se zasadil za zachování a rekonstrukci místního kostela. V roce 1962 byl Erwin Junker zvolen do obecní rady a získal více hlasů než jakýkoli jiný kandidát v dosavadní historii Nordrachu. Následujících deset let působil jako zástupce starosty. Dále byl zvolen do dozorčí rady Volksbank v Zellu a stal se přísedícím radou v Hospodářském svazu. Mimoto byl Erwin Junker v roce 1968 za své mimořádné zásluhy jmenován čestným velitelem dobrovolných hasičů v Nordrachu. V roce 1987 byl Erwinu Junkerovi propůjčen německý Spolkový kříž za zásluhy. Ten ale, v reakci na své zklamání německým právním státem, vrátil zpět. V roce 1990 byl kvůli svým zásluhám jmenován čestným občanem Nordrachu.

## Společenská angažovanost

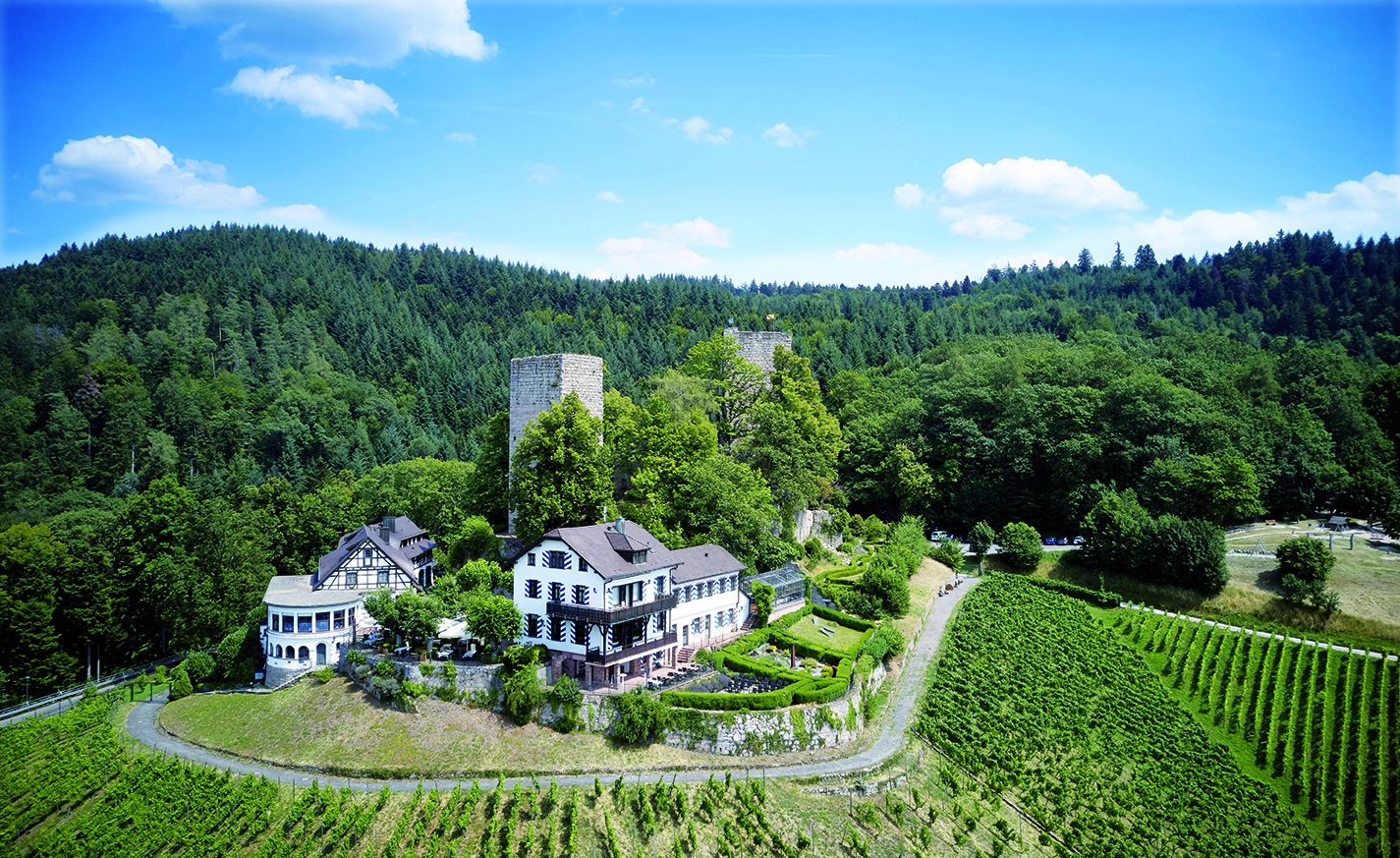
Hrad Windeck

V roce 2018 získal Erwin Junker do svého vlastnictví pozdně romantický hrad Windeck v bádensko-württemberském Bühlu, čímž zajistil zachování této historické památky. Mimo jiné mu patří rovněž statek Finkenzeller Hof v Nordrachu. Erwin Junker prostřednictvím obchodních společností vlastní též nemovitosti v České republice, některé z nich byly předmětem necitlivé rekonstrukce, jako např. činžovní dům v Sokolovské ulici v Praze, kde použití tyrkysové firemní barvy na fasádu nekoresponduje s charakterem památkové zóny Karlín.

## Jiné
Skupina Junker a Erwin Junker jsou majiteli několika vlastních firemních vrtulníků a letadel pro zajištění rychlé dopravy zákazníků a náhradních dílů a také pro zaručení rychlého spojení mezi firemními závody v České republice a Německu. Způsob užívání firemní helikoptéry budí řadu kontroverzí v souvislosti s rušením občanského soužití, jakožto je i předmětem soudního sporu s obyvateli obce Gengenbach. Zde má být postaveno nové sídlo skupiny Junker, jehož výstavba je však ze strany Erwina Junkera podmiňována výstavbou heliportu. Firemní vrtulník AgustaWestland je provozován s českou imatrikulací OK-EJG (provozovatel Erwin Junker Grinder Technology a.s., Mělník), firemní letadlo Premier I má českou imatrikulací OK-EJH (provozovatel Erwin Junker Grinder Technology a.s., Mělník). V srpnu 2019 způsobil let stoje Premier bezpečnostní incident na letišti v Hamburku.

## Rodina
Erwin Junker byl od roku 1997 ženatý s Marlies Junkerovou (rozenou Marlies Nennker, *1942). Měl jednu dceru, Ingeborg Junkerovou (*1959), a jednoho syna, Manfreda Junkera (*1960), kteří pocházejí z jeho prvního manželství.